# Comfort and Happiness
Comfort and Happiness – debiutancki album polskiego wokalisty Dawida Podsiadły, wydany 28 maja 2013 roku nakładem Sony Music Entertainment Poland.
Za produkcję albumu odpowiedzialny był Bogdan Kondracki, natomiast autorką części tekstów na płycie jest Karolina Kozak. Pierwszym singlem promującym wydawnictwo został polskojęzyczny utwór „Trójkąty i kwadraty”.
Album w pierwszym tygodniu po premierze uplasował się na 1. miejscu zestawienia OLiS. 14 stycznia 2015 roku płyta uzyskała w Polsce status diamentowej.
Album pierwotnie został wydany na CD i w dystrybucji cyfrowej. Ukazał się na płycie winylowej pół roku po premierze (12 listopada 2013 roku).

## Lista utworów
Opracowano na podstawie materiału źródłowego.
1. „And I” – 5:16
2. „!H.A.P.P.Y!” – 3:28
3. „Nieznajomy” – 4:55
4. „Trójkąty i kwadraty” – 4:03
5. „Elephant” – 4:20
6. „Vitane” – 4:01
7. „No” – 4:08
8. „I’m Searching” – 4:13
9. „Bridge” – 3:53
10. „No, Pt. 2” – 4:35
11. „Little Stranger” – 4:57
12. „S&T” – 4:01

## Reedycja
25 listopada 2013 ukazała się reedycja płyty. Znalazły się na niej 3 nowe piosenki, w tym promująca wydawnictwo „Powiedz mi, że nie chcesz”. Ponadto do płyty CD dołączone zostało DVD z Comfort and Happiness Tour – making of oraz teledyskami do piosenek „Trójkąty i kwadraty” i „Nieznajomy”.
Opracowano na podstawie materiału źródłowego.
1. „And I” – 5:16
2. „!H.A.P.P.Y!” – 3:28
3. „Nieznajomy” – 4:55
4. „Trójkąty i kwadraty” – 4:03
5. „Elephant” – 4:20
6. „Vitane” – 4:01
7. „No” – 4:08
8. „I’m Searching” – 4:13
9. „Bridge” – 3:53
10. „No, Pt. 2” – 4:35
11. „Little Stranger” – 4:57
12. „S&T” – 4:01
13. „T.E.A.”
14. „Jump”
15. „Powiedz mi, że nie chcesz”

DVD (46:09)
1. FILM: Comfort and Happiness Tour – making of (37:57)
2. „Trójkąty i kwadraty” (Teledysk)
3. „Nieznajomy” (Teledysk)

## Pochodzenie nazwy
Nazwa Comfort and Happiness została zaczerpnięta z gry wideo Final Fantasy VIII, dokładnie słowa te są fragmentem jednej z rozmów dwójki bohaterów – Squalla i Rinoa’y.